# Potentilla indica
La falsa fragola o fragola matta (Potentilla indica (Andrews) Th.Wolf, 1904) è una pianta erbacea perenne della famiglia delle Rosacee.

## Descrizione
È una pianta di circa 10–20 cm di altezza, stolonifera e con radice fascicolata.
Le foglie sono costituite da tre segmenti picciolati, dentate al margine.
I fiori sono attinomorfi di circa 3 cm; presentano un epicalice, calice di 5 sepali, 5 petali gialli; numerosi stami e ovario semi-infero.
Il frutto, che assomiglia ad una piccola fragola, è rosso subsferico, carnoso per concrescenza del ricettacolo e insapore. Non è tossico, ma non ha sapore. Anche le foglioline, una volta cotte, possono essere commestibili.

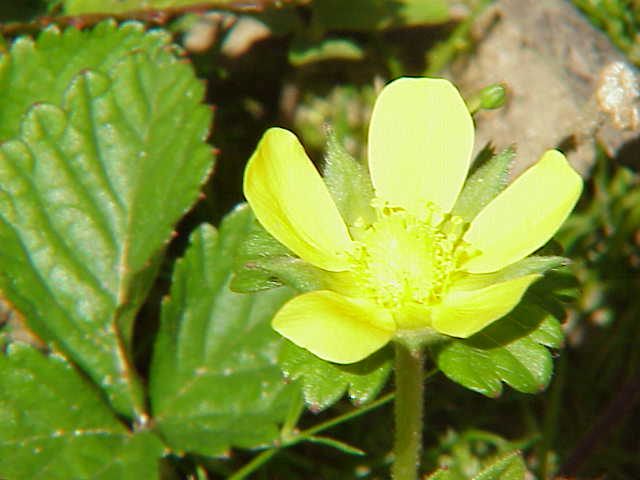
Fiore
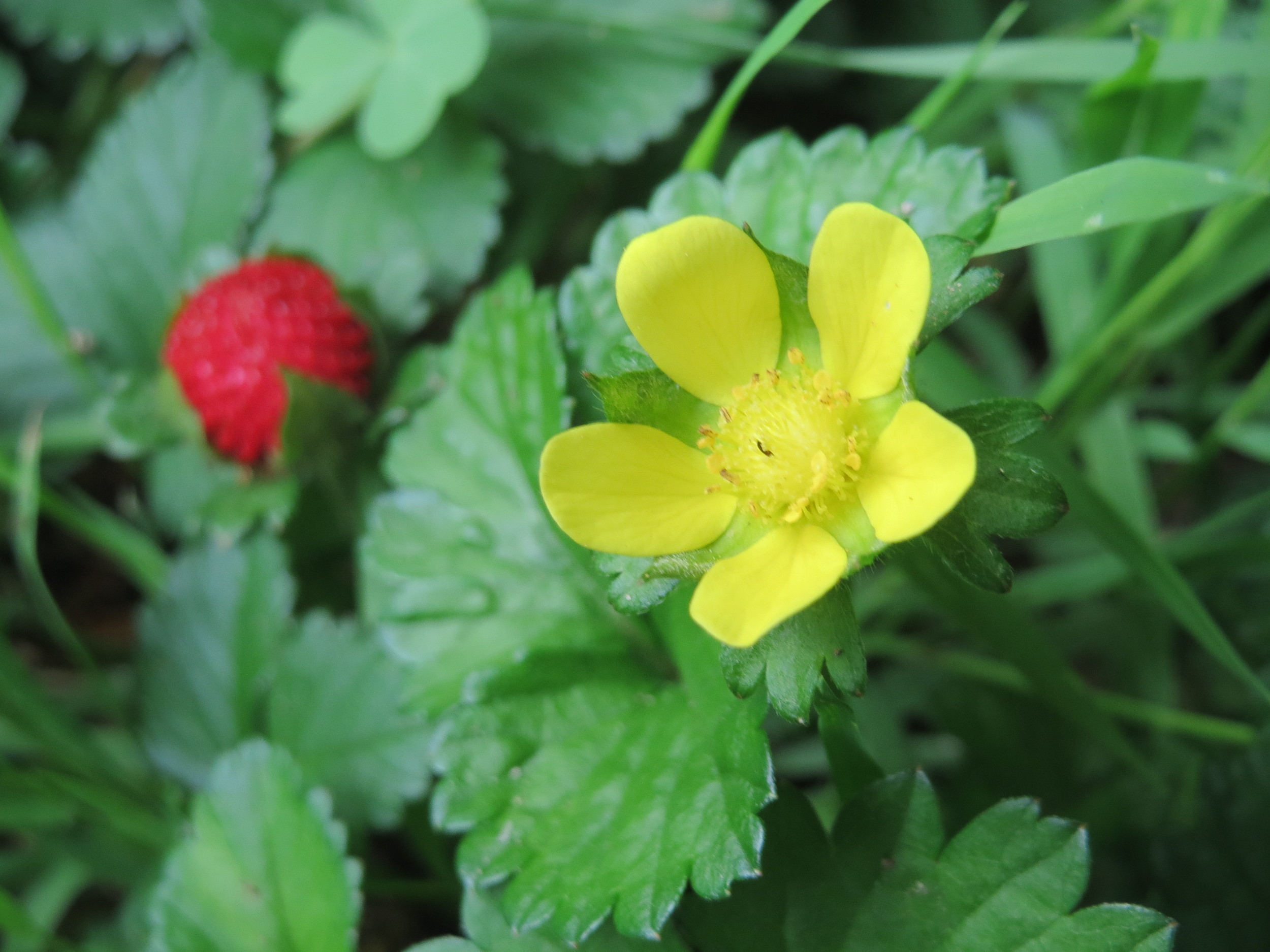
Fiore e frutto
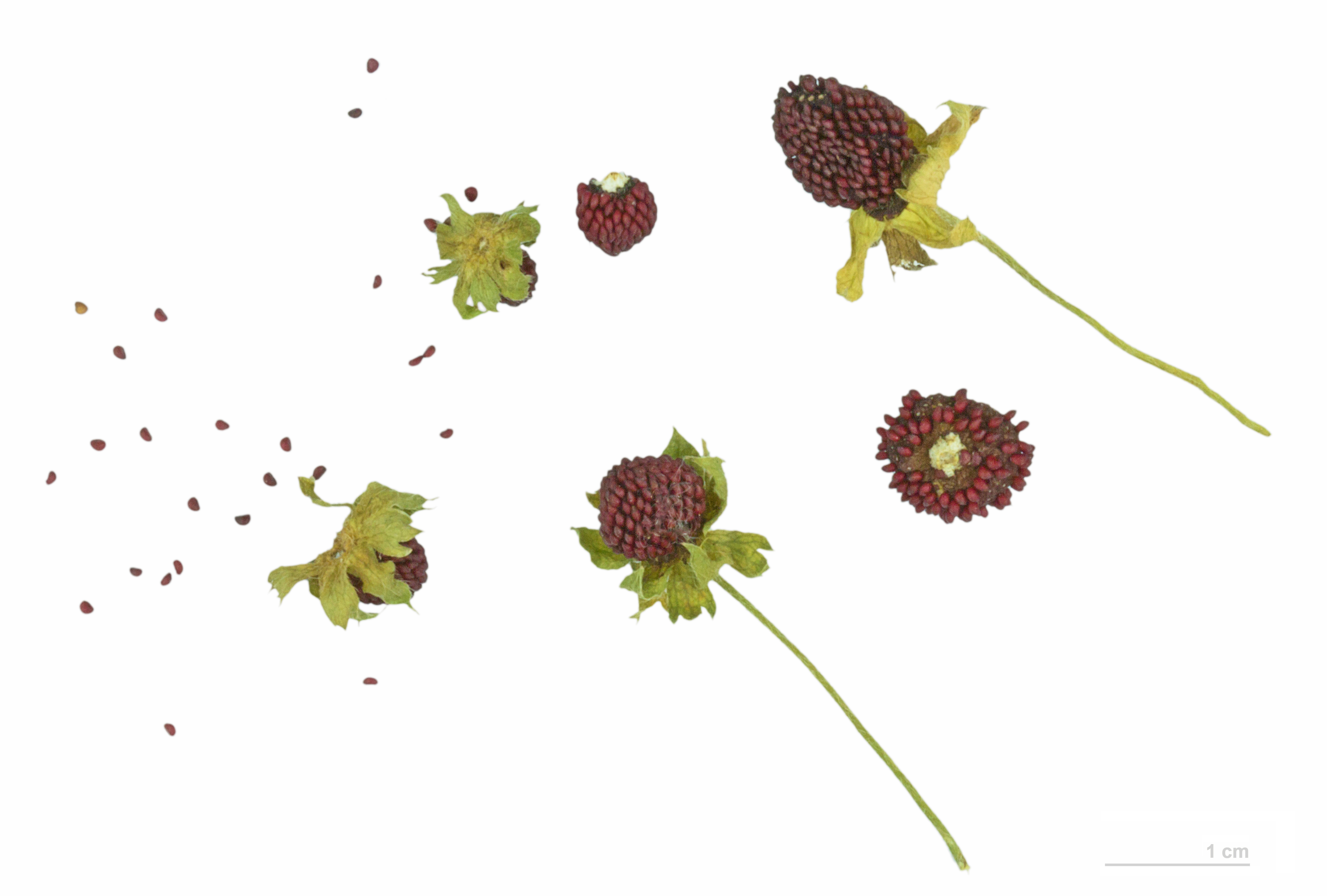
Frutto e semi

## Distribuzione e habitat
È una pianta di origine asiatica, diffusa dall'Afghanistan sino alla Russia orientale e alla Malesia.
Si è naturalizzata in numerosi paesi del mondo tra cui l'Italia, ove è stata importata nell'Ottocento come curiosità botanica all'Orto Botanico di Torino da dove poi si è diffusa su tutto il territorio.
Si trova nei boschi misti, ma anche nei giardini; in quanto stolonifera, si propaga facilmente, tanto da diventare infestante. Predilige le zone poco assolate dal piano al monte (0-800 m s.l.m.).